# ミスチヴィアスアレックス
ミスチヴィアスアレックス（Mischevious Alex, 2017年2月28日 - ）は、アメリカ合衆国の競走馬、種牡馬。主な勝鞍に2021年カーターハンデキャップ（G1）などがある。

## 経歴
- 特記がない限り、競走はすべてダートコース。

### 出自
ケンタッキー州のウインスターファームで生産されたサラブレッドの牡馬である。父イントゥミスチーフは2019・2020年のアメリカリーディングサイアー、母は2勝馬だが兄弟姉妹にステークス勝ち馬がいるという血統であった。
ミスチヴィアスアレックスは1歳時に9月のキーンランドイヤリングセールに上場され、75,000ドルでアイズマンエクイネ社に落札されている。その後2歳時の春にフロリダ州オカラのブリーダーズセールで再上場され、チャック・ザクニーの率いるキャッシュイズキングステーブルに140,000ドルで落札された。

### 競走馬時代
ジョン・サーヴィス調教師のもとで競走馬となったミスチヴィアスアレックスは、2019年6月25日のパークスレーシング競馬場の未勝利戦4.5ハロンでデビュー、先行逃げ切りの競馬で初勝利を手にした。その後数戦勝ち星を得られなかったが、11月5日のパークスジュヴェナイルステークス（7ハロン）で2着馬に9馬身3/4差をつける圧勝を見せると、年明け3歳初戦2月1日のスウェイルステークス（G3・ガルフストリームパーク・7ハロン）でも2着に7馬身差の勝利、続く3月7日のゴーサムステークス（G3・アケダクト・8ハロン）でも先行押し切りの競馬で2馬身差で重賞連勝を飾った。
3歳時は短距離路線に進んだが、ウッディスティーヴンスステークス（G1・ベルモントパーク・7ハロン）は4着、H・アレン・ジャーケンスステークス（G1・サラトガ・7ハロン）は6着と良い結果は出なかった。
4歳になった2021年はガルフストリームパーク競馬場1月のオプショナルクレーミング競走（6ハロン）から始動して勝利、続く2月13日のガルフストリームパークスプリントステークス（G3・6ハロン）でも優勝した。さらに4月3日のカーターハンデキャップ（G1・アケダクト・7ハロン）では直線半ばで先頭に立つと後続を突き放し、2着馬マインドコントロールに5馬身半差をつけてG1勝利を手にした。
その後、6月5日のメトロポリタンハンデキャップ（G1・ベルモントパーク・8ハロン）ではニックスゴーを相手にして3着と健闘したが、アルフレッド・G・ヴァンダービルトハンデキャップ（G1・サラトガ・6ハロン）では8着、フォアゴーステークス（G1・サラトガ・7ハロン）では6着と再び低迷した。
そして2021年10月8日に引退が発表され、日本の日本軽種馬協会静内種馬場で種牡馬入りすることが決まった。

## 血統表
| ミスチヴィアスアレックスの血統          | ミスチヴィアスアレックスの血統            | ミスチヴィアスアレックスの血統 | （血統表の出典）               | （血統表の出典） |
| 父系                                    | ストームバード系                          | ストームバード系               | ストームバード系               | [ § 2 ]          |
| 父 Into Mischief アメリカ 鹿毛 2005     | 父の父Harlan's Holiday アメリカ 鹿毛 1999 | Harlan                         | Storm Cat                      | Storm Cat        |
| 父 Into Mischief アメリカ 鹿毛 2005     | 父の父Harlan's Holiday アメリカ 鹿毛 1999 | Harlan                         | Country Romance                |                  |
| 父 Into Mischief アメリカ 鹿毛 2005     | 父の父Harlan's Holiday アメリカ 鹿毛 1999 | Christmas in Aiken             | Affirmed                       | Affirmed         |
| 父 Into Mischief アメリカ 鹿毛 2005     | 父の父Harlan's Holiday アメリカ 鹿毛 1999 | Christmas in Aiken             | Dowager                        |                  |
| 父 Into Mischief アメリカ 鹿毛 2005     | 父の母Leslie's Lady アメリカ 鹿毛 1996    | Tricky Creek                   | Clever Trick                   | Clever Trick     |
| 父 Into Mischief アメリカ 鹿毛 2005     | 父の母Leslie's Lady アメリカ 鹿毛 1996    | Tricky Creek                   | Battle Creek Girl              |                  |
| 父 Into Mischief アメリカ 鹿毛 2005     | 父の母Leslie's Lady アメリカ 鹿毛 1996    | Crystal Lady                   | Stop the Music                 | Stop the Music   |
| 父 Into Mischief アメリカ 鹿毛 2005     | 父の母Leslie's Lady アメリカ 鹿毛 1996    | Crystal Lady                   | One Last Bird                  |                  |
| 母 White Pants Night アメリカ 栗毛 2011 | 母の父Speightstown アメリカ 栗毛 1998     | Gone West                      | Mr. Prospector                 | Mr. Prospector   |
| 母 White Pants Night アメリカ 栗毛 2011 | 母の父Speightstown アメリカ 栗毛 1998     | Gone West                      | Secrettame                     |                  |
| 母 White Pants Night アメリカ 栗毛 2011 | 母の父Speightstown アメリカ 栗毛 1998     | Silken Cat                     | Storm Cat                      | Storm Cat        |
| 母 White Pants Night アメリカ 栗毛 2011 | 母の父Speightstown アメリカ 栗毛 1998     | Silken Cat                     | Silken Doll                    |                  |
| 母 White Pants Night アメリカ 栗毛 2011 | 母の母More d'Amour アメリカ 栗毛 1995     | Tour d'Or                      | Medaille d'Or                  | Medaille d'Or    |
| 母 White Pants Night アメリカ 栗毛 2011 | 母の母More d'Amour アメリカ 栗毛 1995     | Tour d'Or                      | Debby's Turn                   |                  |
| 母 White Pants Night アメリカ 栗毛 2011 | 母の母More d'Amour アメリカ 栗毛 1995     | Love Connection                | Master Derby                   | Master Derby     |
| 母 White Pants Night アメリカ 栗毛 2011 | 母の母More d'Amour アメリカ 栗毛 1995     | Love Connection                | Perfect Connection             |                  |
| 母系(F-No.)                             | (FN:9-c)                                  | (FN:9-c)                       | (FN:9-c)                       | [ § 3 ]          |
| 5代内の近親交配                         | Storm Cat 4x4, Secretariat 5x5            | Storm Cat 4x4, Secretariat 5x5 | Storm Cat 4x4, Secretariat 5x5 | [ § 4 ]          |
| 出典                                    | 1. 2. 3. 4.                               | 1. 2. 3. 4.                    | 1. 2. 3. 4.                    | 1. 2. 3. 4.      |